# 6 Days to Nowhere
6 Days to Nowhere è il sesto album della Power/Progressive metal band Labyrinth, pubblicato nel 2007.

## Tracce
1. Crossroads – 4:03
2. There Is a Way – 3:36
3. Lost – 4:24
4. Mother Earth – 6:08
5. Waiting Tomorrow – 3:35
6. Come Together (cover dei Beatles) – 4:00
7. Just One Day – 3:54
8. What??? – 4:15
9. Coldness – 3:49
10. Rusty Nail – 3:19
11. Out of Control – 3:46
12. Wolves'n'Lambs – 4:52
13. Smoke and Dreams – 4:37
14. Piece of Time (2007) – 2:50

## Formazione
- Roberto Tiranti - voce e basso
- Andrea Cantarelli - chitarra
- Pier Gonella - chitarra
- Andrea De Paoli - tastiere
- Mattia Stancioiu - batteria